# Gareth Coker
Gareth Coker é um compositor britânico mais conhecido por seu trabalho nos jogos eletrônicos aclamados pela crítica por Moon Studios, Ori and the Blind Forest e Ori and the Will of the Wisps.

## Vida e carreira
Coker aprendeu piano muito cedo. Na escola, ele se juntou à orquestra e a uma banda de jazz e, mais tarde, estudou na Royal Academy of Music, buscando especialização em composição musical. Ele viajou e viveu no Japão por três anos, estudando vários instrumentos étnicos. Mais tarde, ele se mudou para Los Angeles, onde disputava entre compor para jogos eletrônicos e o programa de pontuação da Universidade do Sul da Califórnia. Coker cita a pontuação de Alan Silvestri em Forrest Gump e Star Wars: X-Wing vs. TIE Fighter como inspiração para se tornar um compositor.

#### Ori and the Blind Forest
Em 2011, Coker compôs a música que acompanha o protótipo do jogo, depois que o diretor do estúdio, Thomas Mahler, encontrou seu trabalho. Falando sobre a abordagem musical do jogo, Coker recebeu rédea livre pelo estúdio para experimentar a música e pontuou o jogo principalmente com base no visual. Ele trabalhou com a ideia de usar instrumentos que representassem a área. Por exemplo, usando instrumentos de percussão à base de madeira para a área da Árvore Ginso. Ele também trabalhou em estreita colaboração com os programadores do jogo para equilibrar o ritmo e o tempo da música. Coker gravou a pontuação no Ocean Way Nashville Recording Studios com a Nashville Studio Orchestra.
A trilha sonora foi elogiada por críticos e fãs, recebendo indicações para vários prêmios da indústria, incluindo o BAFTA Game Award for Best Music. Kirk Hamilton, do Kotaku, apreciou a abordagem orquestral da partitura, comparando-a com as obras de Joe Hisaishi nos filmes do Studio Ghibli. Ben Silverman, do Yahoo, chamou de "uma pontuação maravilhosa" e lembrou como era semelhante à pontuação de Howl's Moving Castle.

## Discografia
| Jogos eletrônicos | Jogos eletrônicos                 | Jogos eletrônicos | Jogos eletrônicos | Jogos eletrônicos |
| Ano               | Título                            | Desenvolvedora    | Notas |                   |
| ----------------- | --------------------------------- | ----------------- | --- | ----------------- |
| 2011              | inMomentum                        | Digital Arrow     | |                   |
| 2012              | Primal Carnage                    | Lukewarm Media    | |                   |
| 2015              | Ori and the Blind Forest          | Moon Studios      | - D.I.C.E. Award for Outstanding Music Composition - Golden Joystick Award for Best Audio - Nomeado—BAFTA Game Award for Best Music - Nomeado—HMMA Award for Best Original Score - Video Game |                   |
| 2015              | The Mean Greens - Plastic Warfare | Code Headquarters | |                   |
| 2016              | The Unspoken                      | Insomniac Games   | |                   |
| 2016              | Minecraft                         | Mojang            | Pacotes de expansão - Mitologia Chinesa - Mitologia Egípcia - Mitologia Grega - Mitologia Nórdica - Piratas do Caribe Battle & Tumble Minigame                                                |                   |
| 2017              | Minecraft                         | Mojang            | Glide Minigame |                   |
| 2017              | Ark: Survival Evolved             | Studio Wildcard   | |                   |
| 2019              | Darksiders Genesis                | Airship Syndicate | |                   |
| 2020              | Ori and the Will of the Wisps     | Moon Studios      | |                   |
| 2020              | Dota 2                            | Valve             | The International 10 Music Pack |                   |
| 2020              | Halo Infinite                     | 343 Industries    | Composto com Curtis Schweitzer |                   |